# Flirtea simplex
Flirtea simplex is een hooiwagen uit de familie Cosmetidae.